# Hydromanicus
Hydromanicus är ett släkte av nattsländor. Hydromanicus ingår i familjen ryssjenattsländor.

## Dottertaxa tillHydromanicus, i alfabetisk ordning[1]
- Hydromanicus abiud
- Hydromanicus aglauros
- Hydromanicus almansor
- Hydromanicus aphareus
- Hydromanicus asor
- Hydromanicus buenningi
- Hydromanicus canaliculatus
- Hydromanicus chattrakan
- Hydromanicus dilatus
- Hydromanicus diomedes
- Hydromanicus dohrni
- Hydromanicus dorianus
- Hydromanicus eleasar
- Hydromanicus eliakim
- Hydromanicus emeiensis
- Hydromanicus fallax
- Hydromanicus feanus
- Hydromanicus fissus
- Hydromanicus flavoguttatus
- Hydromanicus formosus
- Hydromanicus frater
- Hydromanicus fraterculus
- Hydromanicus guangdongensis
- Hydromanicus hermosus
- Hydromanicus inferior
- Hydromanicus intermedius
- Hydromanicus irroratus
- Hydromanicus jacobsoni
- Hydromanicus klapperichi
- Hydromanicus longicornis
- Hydromanicus luctuosus
- Hydromanicus malayanus
- Hydromanicus nieuwenhuisi
- Hydromanicus paucispinus
- Hydromanicus punctosalis
- Hydromanicus scotosius
- Hydromanicus sealthiel
- Hydromanicus sempit
- Hydromanicus serubabel
- Hydromanicus seth
- Hydromanicus seychellensis
- Hydromanicus sitahoanus
- Hydromanicus tabernaemontanus
- Hydromanicus truncatus
- Hydromanicus umbonatus